# JBCNConf
 (mars 2019).
JBCNConf est une conférence consacrée au langage Java, qui se tient à Barcelone tous les ans. Organisée par le groupe d'utilisateurs Java (Java User Group) de Barcelone, son public se compose d'entreprises et de développeurs qui utilisent Java et les technologies connexes. La conférence a pour vocation de promouvoir le réseautage entre professionnels du secteur mais aussi de positionner la ville de Barcelone comme référent dans le monde du développement de logiciels. 
Depuis ses débuts, la conférence tend à se dérouler sur trois jours : deux journées de sessions sont consacrées aux aspects du langage Java (avec une plénière d'ouverture et une autre de clôture) et une troisième journée est dédiée aux ateliers pratiques. Parmi les intervenants des éditions précédentes figurent Simon Ritter, Venkat Subramaniam et Sandro Mancuso. 
La prochaine édition aura lieu du 27 au 29 mai 2019, sur la thématique de l'espace. Elle mettra en outre l'accent sur le talent féminin dans le domaine de la programmation.

## Éditions précédentes

### JBCNConf 15
- Plénière d'ouverture : « Kubernetes for Java Developers » par James Strachan
- Plénière de clôture : « Jargon Philae For Modern Languages » par Gavin King
- Sessions : 38 réparties sur 4 parcours
- Ateliers : 3 sur 1 seul parcours
- Lieu : faculté d’informatique de Barcelone (Facultat d’Informatica de Barcelona) de l'Université Polytechnique de Catalogne
- Date : les 26 et 27 juin 2015

### JBCNConf 16
- Plénière d'ouverture : « 21 Years Of Java, 10 Years of Open JDK: Where Do We Go From Here? » par Simon Ritter
- Plénière de clôture : « The Open Source Way: What, Why & How » par Maciej Swiderski et Mauricio Salatino
- Sessions : 50 réparties sur 4 parcours
- Ateliers : 8 répartis sur 4 parcours
- Lieu : Université Pompeu Fabra
- Date : du 16 au 18 juin 2016

### JBCNConf 17
- Plénière d'ouverture : « The Art of Simplicity » par Venkat Subramaniam
- Plénière de clôture : « The Long Road » par Sandro Mancuso
- Participants : 350[7]
- Sessions : 50 réparties sur 4 parcours
- Ateliers : 8 répartis sur 4 parcours
- Lieu : Cinema Filmax Grand Via 2 (sessions) et Hôtel Fira Congress Barcelone (ateliers)
- Date : du 19 au 21 juin 2017

### JBCNConf 18
- Plénière d'ouverture : « Surfing through Spacetime - Science in the Movies » par Jordi José
- Plénière de clôture : « Technology is Creating Better Worlds » par Patricia Sánchez Delicado
- Participants : 500[8]
- Sessions : 62 réparties sur 6 parcours
- Ateliers : 16 répartis sur 4 parcours
- Lieu : Cinesa Heron City (sessions) et Hôtel Alimara (ateliers)
- Date : du 11 au 13 juin 2018